# Idris Kanu
Pour les articles homonymes, voir Kanu.
Idris Kanu, né le 5 décembre 1999 à Londres, est un footballeur international sierraléonais. Il joue au poste d'attaquant à Northampton Town.

## Biographie

### En club
Le 7 octobre 2016, il signe avec Aldershot Town qui évolue en cinquième division. 
Le 1 août 2017, il s'engage avec Peterborough United qui évolue en troisième division. Il joue son premier match en EFL le 5 août contre Plymouth en entrant à la place de Junior Morias. Son club l'emporte 2-1. 
Le 28 juin 2018, il est prêté à Port Vale FC sociétaire de la quatrième division. Il fait ses débuts le 29 septembre contre Exeter City et marque aussi son premier but. 
Le 4 janvier 2019, il est prêté à Boreham Wood. 
Le 7 février 2020, il prolonge avec Peterborough United jusqu'au 2023. Il marque son premier but le 27 mars 2021 lors d'une large victoire 7-0 contre Accrington Stanley. Il marque deux buts en 25 apparitions lors de la saison 2020-2021 et son club assure sa promotion en Championship. 
Le 26 janvier 2022, il est prêté à Northampton Town.

### En sélection
Il fait ses débuts en sélection le 13 novembre 2021 lors d'une rencontre amicale perdue 2-0 contre les Comores. Il est ensuite retenu par le sélectionneur John Keister afin de participer à la CAN 2021 organisée au Cameroun. Il reste sur le banc des remplaçants lors de cette CAN. Avec un bilan de deux nuls et une défaite, la Sierra Leone ne parvient pas à dépasser le premier tour. 